# Dálnice A14 (Německo)
Dálnice A14, německy Bundesautobahn 14 (zkratka BAB 14), zkráceně Autobahn 14 (zkratka A14), je dálnice na východě Německa. Měří 292,6 km. Až bude hotová, bude spojovat Wismar s Drážďanami.
Dálnice se aktuálně skládá ze dvou částí.
- Stará dálnice A241 vedoucí ve směru sever-jih ve spolkové zemi Meklenbursko-Přední Pomořansko z Wismaru do Schwerinu.
- Původní dálnice A 14 vedoucí ve směru západ-východ. Začíná na dálnici A2 poblíž Magdeburgu, ve spolkové zemi Sasko-Anhaltsko, a končí v Drážďanech, kde se napojuje na A4. Trasou prochází kolem Halle a Lipska.

Na chybějícím úseku momentálně probíhají stavební práce.